# Pedro Teixeira
Pour les articles homonymes, voir Teixeira.
 (mars 2023).
La mise en forme du texte ne suit pas les recommandations de Wikipédia : il faut le « wikifier ».
Les points d'amélioration suivants sont les cas les plus fréquents :
- Les titres sont pré-formatés par le logiciel. Ils ne sont ni en capitales, ni en gras.
- Le texte ne doit pas être écrit en capitales (les noms de famille non plus), ni en gras, ni en italique, ni en « petit »…
- Le gras n'est utilisé que pour surligner le titre de l'article dans l'introduction, une seule fois.
- L'italique est rarement utilisé : mots en langue étrangère, titres d'œuvres, noms de bateaux, etc.
- Les citations ne sont pas en italique mais en corps de texte normal. Elles sont entourées par des guillemets français : « et ».
- Les listes à puces sont à éviter, des paragraphes rédigés étant largement préférés. Les tableaux sont à réserver à la présentation de données structurées (résultats, etc.).
- Les appels de note de bas de page (petits chiffres en exposant, introduits par l'outil «  Source ») sont à placer entre la fin de phrase et le point final[comme ça].
- Les liens internes (vers d'autres articles de Wikipédia) sont à choisir avec parcimonie. Créez des liens vers des articles approfondissant le sujet. Les termes génériques sans rapport avec le sujet sont à éviter, ainsi que les répétitions de liens vers un même terme.
- Les liens externes sont à placer uniquement dans une section « Liens externes », à la fin de l'article. Ces liens sont à choisir avec parcimonie suivant les règles définies. Si un lien sert de source à l'article, son insertion dans le texte est à faire par les notes de bas de page.
- La présentation des références doit suivre les conventions bibliographiques. Il est recommandé d'utiliser les modèles {{Ouvrage}}, {{Chapitre}}, {{Article}}, {{Lien web}} et/ou {{Bibliographie}}. Le mode d'édition visuel peut mettre en forme automatiquement les références.
- Insérer une infobox (cadre d'informations à droite) n'est pas obligatoire pour parachever la mise en page.

Pour une aide détaillée, merci de consulter Aide:Wikification.
Si vous pensez que ces points ont été résolus, vous pouvez retirer ce bandeau et améliorer la mise en forme d'un autre article.

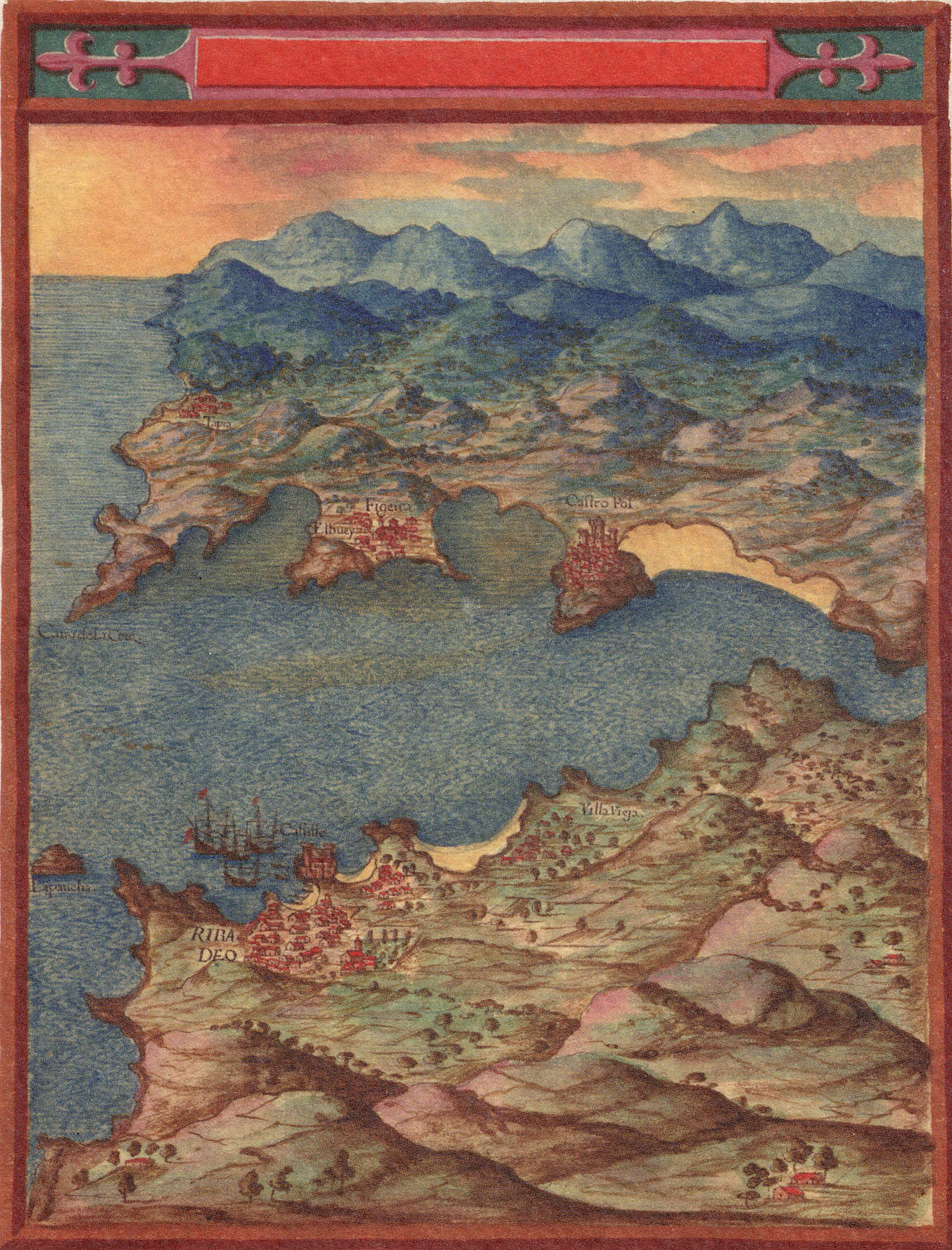
La Ría del Eo d'après un dessin de Pedro Teixeira en 1634.

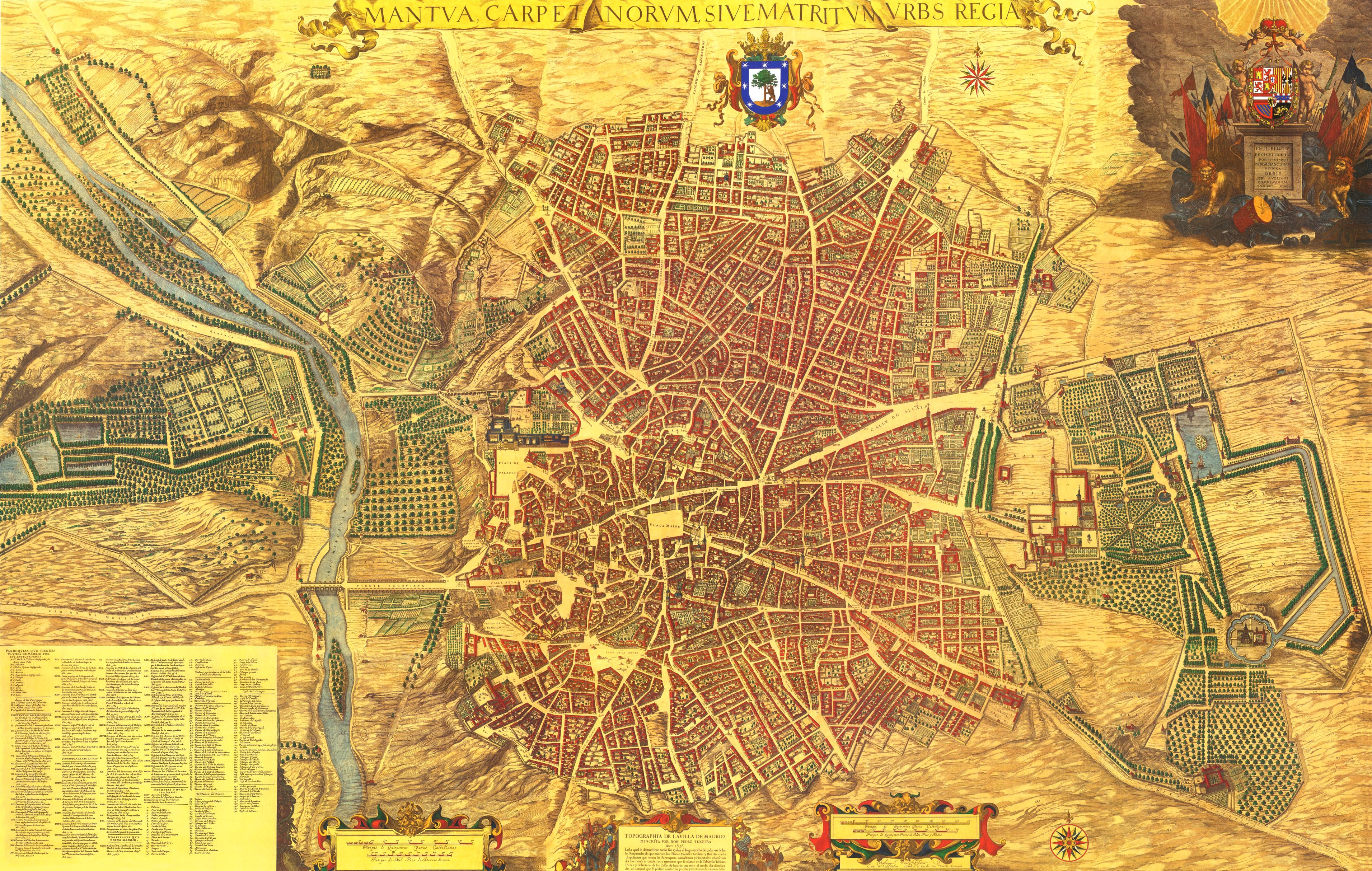
Plan de Madrid de Pedro Teixeira (1656) tel que publié dans son Mantua Carpetatorum sive Matritum Urbs Regia.

Pedro Teixeira Albernaz (1595, Lisbonne - 1662, Madrid) est un cartographe portugais, au service du roi Philippe IV d'Espagne. Son plan de la ville et de la cour de Madrid constitue son œuvre la plus mieux connue.

## Biographie
Il est élève du cartographe João Baptista Lavanha, également d'origine portugaise, à l'Académie royale de mathématiques de Madrid dirigée par Juan de Herrera. 
Son œuvre la plus connue est Mantua Carpetatorum sive Matritum Urbs Regia (Madrid Ciudad Regia), un plan de la ville et de la cour de Madrid. Aussi appelée « Plan de Teixeira », elle a été réalisée sur commande du roi et terminée en 1656.
Il ne peut être confondu avec un autre Pedro Teixeira (1570?-1610?), voyageur portugais, auteur de Relaciones de Pedro Teixeira, d’el origen descendencia y succession de los Reyes de Persia y de Harmuz, y de un viage hecho por el mismo autore dende la India oriental e hasta Italia por tierra, Anvers : Hieronymo Verdussen, 1610.
Embarqué probablement avec la flotte des Indes en 1586 jusqu'à Goa, il part ensuite vers Ormuz, où il séjourne quelques années et apprend le persan.
En 1600, il retourne au Portugal via le Mexique. Arrivé en octobre 1601, il repart vers Goa en mars 1602 et revient en Europe en 1604, en passant par le golfe Persique et la vallée de l’Euphrate. Il s'installe alors à Anvers.
Mais son voyage le plus connu est une exploration de l'Amazone en 1637. Parti de la côte orientale, il rejoint Quito après dix huit mois de marche.

## Œuvres
- La descripción de España y de las costas y puertos de sus reinos (1634)
- Topografía de Madrid (1656)